# Кутык
Кутык (Большой Кутык) — река в Удмуртии, протекает в Игринском районе. Устье реки находится в 219 км по левому берегу реки Кильмезь. Длина реки составляет 26 км, площадь водосборного бассейна 152 км². В 5,2 км от устья принимает справа реку Малый Кутык.
Исток реки находится в лесу к юго-востоку от села Новые Зятцы в 28 км к юго-западу от посёлка Игра. Исток находится рядом с истоком Утемки, здесь проходит водораздел бассейнов Кильмези и Чепцы. Течёт на юго-запад, до слияния с Малым Кутыком также называется Большой Кутык. Впадает в Кильмезь в посёлке Магистральный (до 2005 года — Арлеть).

## Данные водного реестра
По данным государственного водного реестра России относится к Камскому бассейновому округу, водохозяйственный участок реки — Вятка от водомерного поста посёлка городского типа Аркуль до города Вятские Поляны, речной подбассейн реки — Вятка. Речной бассейн реки — Кама.
Код объекта в государственном водном реестре — 10010300512111100038644.